# تقسیمات کشوری

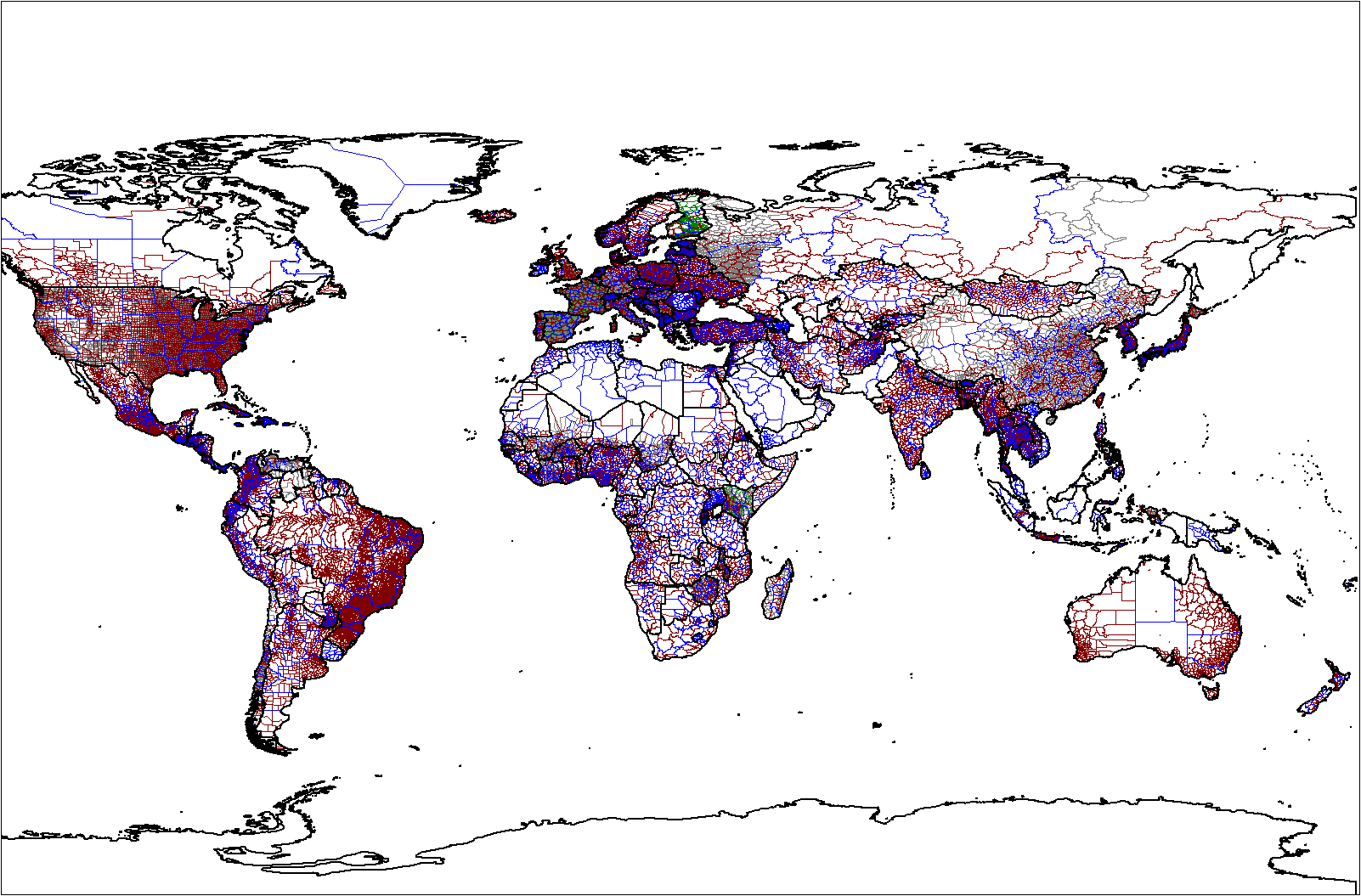
تقسیمات کشوری در سطح جهان

تقسیمات کشوری یا تقسیمات اداری (به انگلیسی: Administrative divisions)، سلسله مراتب اداری ـ سیاسی در تقسیم هر کشور به واحدهای کوچکتر، برای سهولت اداره آن و تأمین امنیت و بهبود اوضاع اجتماعی و اقتصادی است. این تقسیم‌بندی گاه برمبنای تاریخ و فرهنگ، اوضاع جغرافیایی و جمعیت و گاه برحسب ملاحظات سیاسی (به‌ویژه در دوره معاصر) صورت می‌گیرد. به هر کدام از تقسیمات درجه‌ای از خودمختاری برای اداره کردن داده شده‌است و برای خود یک دولت محلی دارند. ممکن است یک کشور به استان‌هایی تقسیم شود سپس هر استان به شهرستان‌هایی تقسیم شود و هر شهرستان هم دارای شهرهایی باشد.

## سلسله مراتب تقسیمات مساحی
| مراحل/کشور  | ایران   | افغانستان |
| ----------- | ------- | --------- |
| مرحله اول   | استان   | ولایت     |
| مرحله دوم   | شهرستان | وُلُسوالی   |
| مرحله سوم   | بخش     | علاقه‌داری |
| مرحله چهارم | دهستان  | -         |

دهستان صرفاً اجتماع چندین روستا (با چند شهر کوچک) می‌باشد.

## تقسیمات نقاط جمعیتی
- شهر> کلان‌شهر
- روستا

## تقسیمات کشوری ایران
| واحد تقسیمات کشوری | مسئول               | نهاد                  | نوع            | مرکز         |
| ------------------ | ------------------- | --------------------- | -------------- | ------------ |
| کشور               | وزیر کشور           | وزارت کشور            | دولتی          | پایتخت       |
| استان              | استاندار            | استانداری             | دولتی          | مرکز استان   |
| شهرستان            | فرماندار            | فرمانداری (ویژه)      | دولتی          | مرکز شهرستان |
| بخش                | بخشدار              | بخشداری               | دولتی          | مرکز بخش     |
| دهستان             | بخشدار (قبلاً دهدار) | بخشداری (قبلاً دهداری) | دولتی          | مرکز دهستان  |
| شهر                | شهردار              | شهرداری               | عمومی غیردولتی | –            |
| روستا              | دهیار               | دهیاری                | عمومی غیردولتی | –            |